# 盘古镇 (塔河县)
盘古镇是中华人民共和国黑龙江省大兴安岭地区塔河县下辖的一个镇。

## 行政区划
盘古镇下辖以下村级行政区划单位：
盘古社区。